# Liste der Kulturdenkmale in Altenholz
In der Liste der Kulturdenkmale in Altenholz sind alle Kulturdenkmale der schleswig-holsteinischen Gemeinde Altenholz (Kreis Rendsburg-Eckernförde) und ihrer Ortsteile aufgelistet (Stand: 16. Juni 2025).
Die Bodendenkmale sind in der Liste der Bodendenkmale in Altenholz aufgeführt.

## Legende
In den Spalten befinden sich folgende Informationen:
- Objekt-ID: die Nummer des Kulturdenkmales
- Lage: die Adresse des Kulturdenkmales und die geographischen Koordinaten. Kartenansicht, um Koordinaten zu setzen. In der Kartenansicht sind Kulturdenkmale ohne Koordinaten mit einem roten Marker dargestellt und können in der Karte gesetzt werden. Kulturdenkmale ohne Bild sind mit einem blauen Marker gekennzeichnet, Kulturdenkmale mit Bild mit einem grünen Marker.
- Offizielle Bezeichnung: Bezeichnung des Kulturdenkmales
- Beschreibung: die Beschreibung des Kulturdenkmales
- Bild: ein Bild des Kulturdenkmales

## Sachgesamtheiten
| Objekt-ID      | Lage                                    | Offizielle Bezeichnung | Beschreibung | Bild |
| -------------- | --------------------------------------- | ---------------------- | --- | ---- |
| 37497 Wikidata | Gut Stift (54° 23′ 11″ N, 10° 7′ 51″ O) | Gut Stift              | Gut Altenholz-Stift, ehem. Meierhof des Gutes Seekamp, auf Anlage des 18. u. 19. Jhs. zurückgehend; Wohnhaus 1919/20 mit Landhausgarten, Vorplatz mit Teich u. Eichen, Freitreppe und rückwärtige Terrasse - Begründung: geschichtlich, wissenschaftlich, künstlerisch, städtebaulich, Kulturlandschaft prägend - Schutzumfang: Gutshaus, Landhausgarten, Eichensolitäre, Terrassenanlage mit Postamenten, Blumenvasen, Putten und Freitreppen, Vorplatz, Teich am Vorplatz, Freitreppe am Vorplatz | BW   |

## Bauliche Anlagen
| Objekt-ID      | Lage                                                   | Offizielle Bezeichnung                            | Beschreibung | Bild                             |
| -------------- | ------------------------------------------------------ | ------------------------------------------------- | --- | -------------------------------- |
| 11501 Wikidata | Friedrich-Voß-Ufer 57 (54° 22′ 12″ N, 10° 7′ 13″ O)    | Villa Hoheneck                                    | Villa Hoheneck; 1902/03, Baugeschäft Göttsch & Untiedt; Lage exponiert hoch oben am Kanalufer, zweigeschossiger, im Kern quadratischer Putzbau im historisierenden Stil mit locker gegliederten Baumassen, ausgebautes Kurzwalmdach mit charakteristischem Eckturm, an Nordseite Saalanbau v. 1927, erw. 1958, Außenhaut ist wärmegedämmt, zur Straßenseite begrünte Freifläche mit rondelartiger Vorfahrt - Begründung: geschichtlich, städtebaulich, Kulturlandschaft prägend - Schutzumfang: gesamtes Objekt - Denkmaltyp: Bauliche Anlage | BW                               |
| 2426 Wikidata  | Gut Knoop (54° 22′ 24″ N, 10° 6′ 9″ O)                 | Herrenhaus                                        | Das Gut wird 1322 zum ersten Mal urkundlich erwähnt. Alteintragung (Aktualisierung vorgesehen) - Begründung: geschichtlich, städtebaulich - Schutzumfang: gesamtes Äußeres - Denkmaltyp: Bauliche Anlage | weitere Fotos \| Fotos hochladen |
| 500 Wikidata   | Gut Knoop (54° 22′ 27″ N, 10° 6′ 5″ O)                 | Nördl. Kavalierhaus                               | Alteintragung (Aktualisierung vorgesehen) - Begründung: geschichtlich, städtebaulich - Schutzumfang: gesamtes Äußeres - Denkmaltyp: Bauliche Anlage | BW                               |
| 499 Wikidata   | Gut Knoop (54° 22′ 26″ N, 10° 6′ 6″ O)                 | Südl. Kavalierhaus                                | Alteintragung (Aktualisierung vorgesehen) - Begründung: geschichtlich, städtebaulich - Schutzumfang: gesamtes Äußeres - Denkmaltyp: Bauliche Anlage | BW                               |
| 1864 Wikidata  | Gut Knoop (54° 22′ 24″ N, 10° 6′ 15″ O)                | Gartenpavillon                                    | Alteintragung (Aktualisierung vorgesehen) - Begründung: Alteintragung (Aktualisierung vorgesehen) - Schutzumfang: Alteintragung (Aktualisierung vorgesehen) - Denkmaltyp: Bauliche Anlage | BW                               |
| 10450 Wikidata | Gut Projensdorf (54° 22′ 24″ N, 10° 5′ 35″ O)          | Herrenhaus                                        | Alteintragung (Aktualisierung vorgesehen) - Begründung: Alteintragung (Aktualisierung vorgesehen) - Schutzumfang: Alteintragung (Aktualisierung vorgesehen) - Denkmaltyp: Bauliche Anlage | Fotos hochladen                  |
| 8084 Wikidata  | Gut Stift (54° 23′ 11″ N, 10° 7′ 50″ O)                | Herrenhaus                                        | Alteintragung (Aktualisierung vorgesehen) - Begründung: geschichtlich, wissenschaftlich, künstlerisch, städtebaulich, Kulturlandschaft prägend - Schutzumfang: Alteintragung (Aktualisierung vorgesehen) - Denkmaltyp: Bauliche Anlage, Sachgesamtheit: Gut Stift | Fotos hochladen                  |
| 28329 Wikidata | Oskar-Kusch-Straße (54° 22′ 32″ N, 10° 7′ 12″ O)       | Schießanlage Altenholz: Schießbahnen              | Alteintragung (Aktualisierung vorgesehen) - Begründung: geschichtlich, Kulturlandschaft prägend - Schutzumfang: Alteintragung (Aktualisierung vorgesehen) - Denkmaltyp: Bauliche Anlage | BW                               |
| 39644 Wikidata | Oskar-Kusch-Straße (54° 22′ 31″ N, 10° 7′ 12″ O)       | Schießanlage Altenholz: Kugelfang und Hochblenden | Alteintragung (Aktualisierung vorgesehen) - Begründung: geschichtlich, Kulturlandschaft prägend - Schutzumfang: Alteintragung (Aktualisierung vorgesehen) - Denkmaltyp: Bauliche Anlage | BW                               |
| 28330 Wikidata | Oskar-Kusch-Straße 1a (54° 22′ 19″ N, 10° 7′ 15″ O)    | Wohngebäude                                       | Alteintragung (Aktualisierung vorgesehen) - Begründung: Alteintragung (Aktualisierung vorgesehen) - Schutzumfang: Alteintragung (Aktualisierung vorgesehen) - Denkmaltyp: Bauliche Anlage | BW                               |
| 28331 Wikidata | Oskar-Kusch-Straße 2 (54° 22′ 20″ N, 10° 7′ 14″ O)     | Wohngebäude                                       | Alteintragung (Aktualisierung vorgesehen) - Begründung: Alteintragung (Aktualisierung vorgesehen) - Schutzumfang: Alteintragung (Aktualisierung vorgesehen) - Denkmaltyp: Bauliche Anlage | BW                               |
| 3563 Wikidata  | Rathmannsdorfer Schleuse (54° 22′ 49″ N, 10° 4′ 45″ O) | Eiderkanalschleuse                                | Alteintragung (Aktualisierung vorgesehen) - Begründung: Alteintragung (Aktualisierung vorgesehen) - Schutzumfang: Alteintragung (Aktualisierung vorgesehen) - Denkmaltyp: Bauliche Anlage | Fotos hochladen                  |
| 3564 Wikidata  | Rathmannsdorfer Schleuse (54° 22′ 50″ N, 10° 4′ 43″ O) | ehem. Treidelstall                                | Alteintragung (Aktualisierung vorgesehen) - Begründung: Alteintragung (Aktualisierung vorgesehen) - Schutzumfang: Alteintragung (Aktualisierung vorgesehen) - Denkmaltyp: Bauliche Anlage | Fotos hochladen                  |
| 473 Wikidata   | Willy-Busch-Straße 3 (54° 23′ 36″ N, 10° 7′ 6″ O)      | Ehem. Hof Busch                                   | Am 31. März 2012 bis auf die Grundmauern niedergebrannt. Alteintragung (Aktualisierung vorgesehen) - Begründung: künstlerisch, städtebaulich - Schutzumfang: ehem. Hof Busch, Zufahrtsallee - Denkmaltyp: Bauliche Anlage | BW                               |

## Gründenkmale
| Objekt-ID      | Lage                                             | Offizielle Bezeichnung       | Beschreibung | Bild |
| -------------- | ------------------------------------------------ | ---------------------------- | --- | ---- |
| 10110 Wikidata | Gut Stift (54° 23′ 11″ N, 10° 7′ 46″ O)          | Gut Stift: Landhausgarten    | Landhausgarten, um 1920 im Zusammenhang mit Gutshaus angelegt, auf Vorgängeranlage des 18. u. 19. Jhs. zurückgehend; rückwärtige Gartenfläche mit Rhododendren, Vorplatz, Teich, Freitreppe, Eichensolitäre und Terrasse - Begründung: geschichtlich, künstlerisch, städtebaulich, Kulturlandschaft prägend - Schutzumfang: Gut Stift: Landhausgarten, Eichensolitäre, Vorplatz mit Teich und Freitreppe, Terrassenanlage mit Postamenten, Blumenvasen, Putten und Freitreppen - Denkmaltyp: Gründenkmal, Sachgesamtheit: Gut Stift | BW   |
| 21792          | Knooper Allee u.a. (54° 22′ 36″ N, 10° 6′ 17″ O) | Knooper Allee (Linden/Ulmen) | Knooper Allee; Ende 18. Jh.; ca. 500 Meter lange Allee aus rund 50 Bäumen mit Nachpflanzungen (Linden) sowie mit über 200 Jahre alten Ulmen; Lindenrondell - Schutzumfang: Knooper Allee (Linden/Ulmen), Lindenrondell - Begründung: Geschichtlich, Kulturlandschaftlich, Wissenschaftlich | BW   |

## Quelle
- Liste der Kulturdenkmale in Schleswig-Holstein – Kreis Rendsburg-Eckernförde

- Karte mit allen Koordinaten:
- OSM |
- WikiMap